# José de Queirós Alves

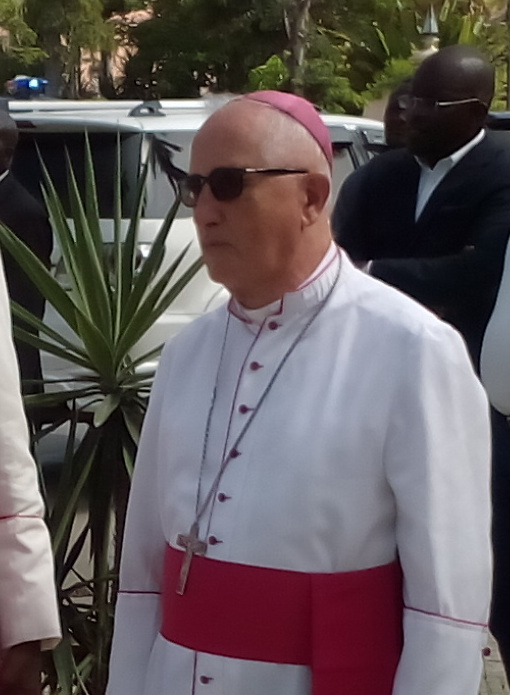
José de Queirós Alves (2017)

José de Queirós Alves CSsR (* 6. Mai 1941 in Soalhães, Portugal) ist ein portugiesischer Ordensgeistlicher und emeritierter römisch-katholischer Erzbischof von Huambo.

## Leben
José de Queirós Alves trat der Ordensgemeinschaft der Redemptoristen bei, legte am 15. August 1960 die Profess ab und empfing am 2. August 1966  die Priesterweihe.
Papst Johannes Paul II. ernannte ihn am 12. September 1986 zum Bischof von Menongue. Der Erzbischof von Huambo, Francisco Viti, spendete ihm am 23. November desselben Jahres die Bischofsweihe; Mitkonsekratoren waren Fortunato Baldelli, Apostolischer Delegat in Angola und Apostolischer Pro-Nuntius in São Tomé und Príncipe, und Pedro Luís António, Bischof von Kwito-Bié.
Am 3. Mai 2004 wurde er zum Erzbischof von Huambo ernannt und am 27. Juni desselben Jahres in das Amt eingeführt. Am 1. Oktober 2018 nahm Papst Franziskus das von José de Queirós Alves aus Altersgründen vorgebrachte Rücktrittsgesuch an.